# John A. Costello
John Aloysius Costello, irsky Seán Alabhaois Mac Coisdealbha (20. června 1891 – 5. ledna 1976) byl irský politik. V letech 1948–1951 a 1954–1957 byl premiérem Irska. Roku 1951 byl krátce úřadujícím ministrem zdravotnictví. Byl představitelem strany Fine Gael. V letech 1926–1932 byl generálním prokurátorem Irska.